# 山川站

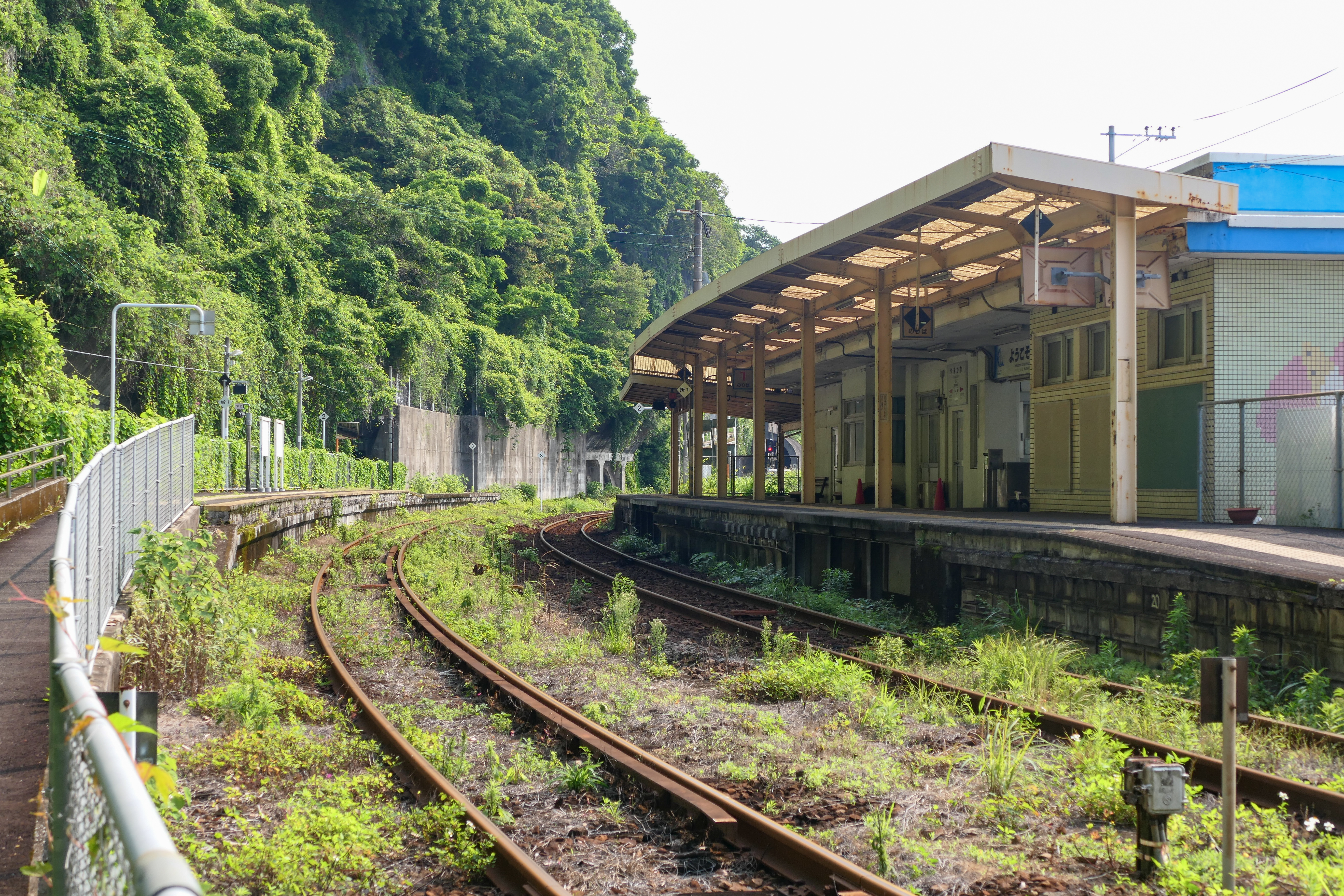
月台(2023年5月)

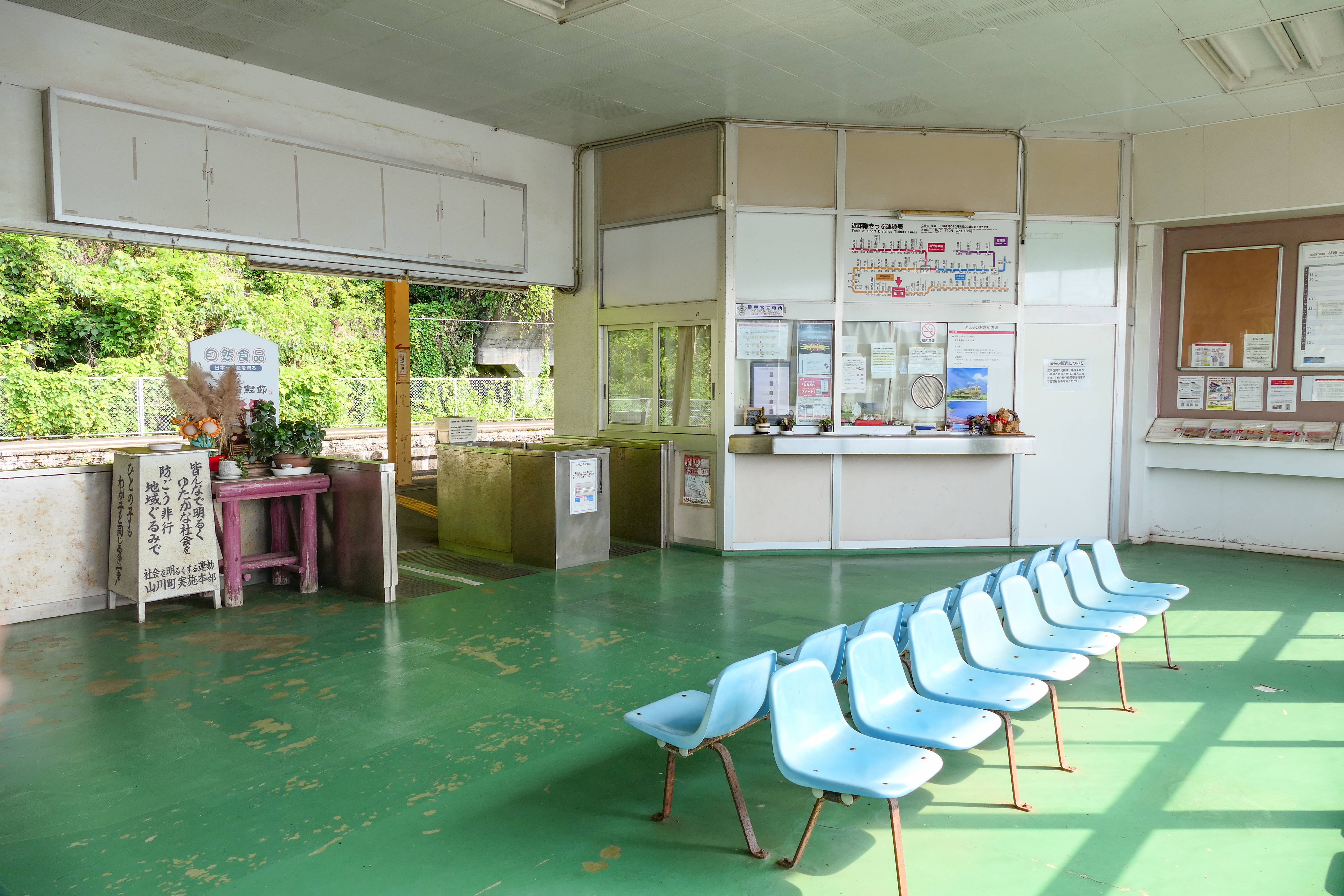
站房內部(2023年5月)

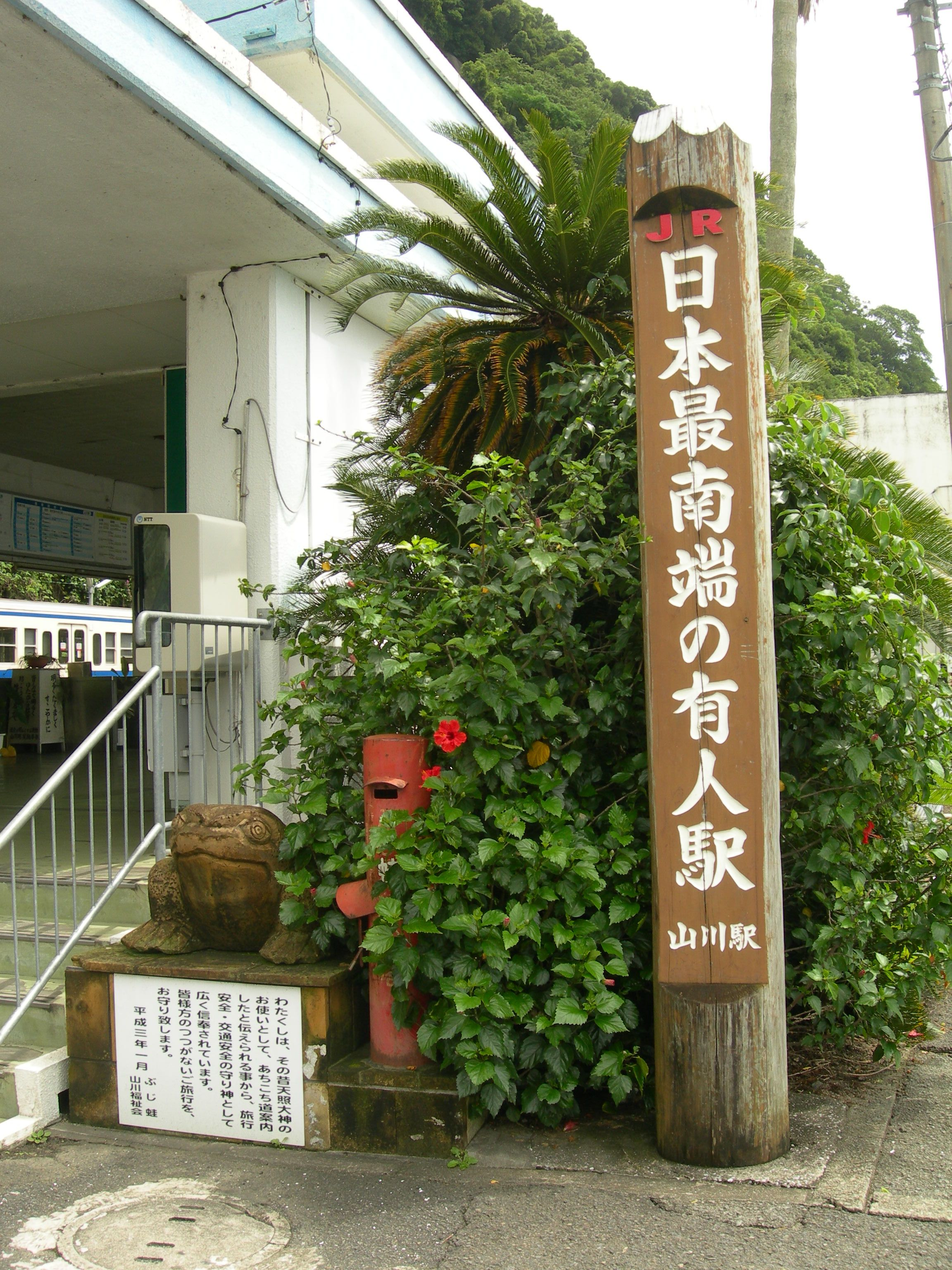
『JR日本最南端之有人站』記念柱

山川站（日语：／ Yamakawa eki */?）是一座位於鹿兒島縣指宿市的九州旅客鐵道（JR九州）指宿枕崎線的鐵路車站。有不少列車都以此車站作終點和折返鹿兒島中央車站，而往枕崎的列車則班次則較疏落。此車站為JR最南端的有人站，同時也是JR最南端的快速停車站（非官方認定，事實上）。車站前設有「JR日本最南端之有人站」的柱。在1960年3月22日西大山站啟用前，此車站是全日本最南的車站（不包括沖繩）。

## 車站構造
- 一個2面2線的側式月台，可以列車交會。
- 車站內有行人平交道。
- 1號月台（近站舍）可容納5架列車。2號月台可容納3架列車。
- 業務委託站
- 地上車站

### 月台配置
| 月台 | 路線        | 方向 | 目的地                     |
| ---- | ----------- | ---- | -------------------------- |
| 1、2 | ■指宿枕崎線 | 下行 | 西穎娃、枕崎方向           |
| 1、2 | ■指宿枕崎線 | 上行 | 指宿、喜入、鹿兒島中央方向 |

## 利用狀況
- 在2007年，平均1日的乘車人數為290人。

| 乘車人數變化 | 乘車人數變化 |
| 年度         | 1日平均人數  |
| ------------ | ------------ |
| 2003         | 414          |
| 2004         | 402          |
| 2005         | 383          |
| 2006         | 345          |
| 2007         | 290          |

## 历史
- 1936年（昭和11年）3月25日：車站啟用。
- 1945年（昭和20年）3月29日：由於空襲，第一代站舍損毀。
- 1980年（昭和55年）10月1日：停止貨運服務。
- 1987年（昭和62年）4月1日：因國鐵分割民營化，本站成為九州旅客鐵道的車站。

## 車站周邊
- 山川港
- 鰻池
- 成川郵局
- 鹿兒島交通巴士站

## 相鄰車站
九州旅客鐵道
指宿枕崎線
■快速「菜之花」
指宿－山川
■普通
指宿－山川－大山

## 相關項目
- 日本鐵路車站列表
- 赤嶺站：全日本最南車站

## 外部連結
- 山川車站 （页面存档备份，存于）（日語）